# Ashot Taronita
Ashot Taronita (en griego: Ἀσώτιος Ταρωνίτης, romanizado: Asōtios Tarōnitēs; en armenio: Աշոտ, romanizado: Ašot; fl. c. 995-c. 997/998) fue un noble bizantino. Capturado por los búlgaros en 995, fue liberado en 996 y casado con Miroslava, hija del zar Samuel de Bulgaria. Nombrado gobernador de Dirraquio por Samuel, huyó a Constantinopla con su esposa y dispuso que Dirraquio fuera entregado al gobierno bizantino.

## Biografía
Ashot era hijo de Gregorio Taronita. Gregorio era un príncipe armenio de la región de Taron en el sur de Armenia. Cuando su padre, Ashot III de Taron, murió en 967/968, Gregorio y su hermano cedieron Taron al Imperio bizantino a cambio de extensas tierras y el título de patricio. Gregorio fue a Constantinopla, donde se casó y tuvo al menos dos hijos, Ashot y una hija, Irene.
En 991, el emperador Basilio II dirigió una campaña en los Balcanes contra Samuel de Bulgaria y nombró a Gregorio dux de Tesalónica. Ashot acompañó a su padre a Tesalónica. Algún tiempo después de este nombramiento, Ashot fue capturado y Gregorio fue asesinado por los búlgaros en una emboscada cerca de Tesalónica. Un grupo de asalto se había acercado a la ciudad, y Gregorio envió a Ashot con la vanguardia para que se pusiera en contacto con ellos y realizara un reconocimiento. El ansioso Ashot se enfrentó a los búlgaros y los obligó a retroceder, pero fue llevado a una emboscada preparada y rodeado con sus hombres. Su padre, siguiendo con la principal fuerza bizantina, se apresuró a rescatarlo, pero fue asesinado. Se desconoce la fecha exacta de este evento. La cronología del relato de Juan Escilitzes parece ubicarlo en 996, mientras que las fuentes armenias lo ubican en 991. La investigación moderna sostiene que debe haber sucedido a más tardar a mediados de 995, ya que se atestigua a Juan Caldo como dux de Tesalónica más tarde ese mismo año.
En 996, sin embargo, Samuel, tras su escape de la desastrosa batalla del Esperqueo, liberó a Ashot y lo casó con su hija Miroslava. Según el historiador bizantino Juan Escilitzes, esta última se había enamorado profundamente del cautivo bizantino y amenazó con suicidarse si Samuel no les permitía casarse. Samuel envió a la pareja a Dirraquio, donde Ashot se convirtió en gobernador. Una vez allí, Ashot estableció contactos con el gobierno bizantino, con la ayuda del principal magnate de la ciudad, Juan Criselio, quien se ofreció a entregar la ciudad a cambio de títulos para este y sus hijos. Ashot y Miroslava huyeron a Constantinopla a bordo de un buque de guerra bizantino, y poco después, un escuadrón bizantino apareció frente a Dirraquio bajo Eustacio Dafnomeles, y la ciudad volvió al dominio bizantino. En Constantinopla, el emperador Basilio II nombró magistro a Ashot y a su esposa zoste patricia. No se sabe nada más de ellos. La fecha de este episodio no está clara; por lo general, se fecha poco después de 997/998 según la narración de Escilitzes. Sin embargo, es posible que este episodio en realidad tuviera lugar tan tarde como 1018, al final de la guerra búlgara, ya que la cronología de Escilitzes a menudo no es confiable; mientras que la crónica italiana de Lupo Protospatario da una fecha completamente diferente para la recuperación de Dirraquio, 1004/1005, y no menciona a Ashot.